# Trachyjulus modestior
Trachyjulus modestior är en mångfotingart som beskrevs av Filippo Silvestri 1923. Trachyjulus modestior ingår i släktet Trachyjulus och familjen Cambalopsidae. Inga underarter finns listade i Catalogue of Life.